# Demăcușa, Suceava
Demăcușa este un sat în comuna Moldovița din județul Suceava, Bucovina, România.